# GE Vernova
GE Vernova — американская компания, производитель оборудования для энергетической отрасли. До апреля 2024 года являлась подразделением General Electric. Штаб-квартира расположена в Кембридже (штат Массачусетс).

## История
В апреле 2024 года General Electric была разделена на две независимые компании: GE Aerospace (авиадвигатели) и GE Vernova (энергетическое оборудование), их акции начали котироваться на Нью-Йоркской фондовой бирже. GE Aerospace стала правопреемником General Electric.

## Деятельность
GE Vernova в составе General Electric объединяла два подразделения:
- возобновляемая энергетика — производство ветрогенераторов, оборудования для гидроэлектростанций и электросетей, оборот 15,1 млрд долларов, чистый убыток 1,4 млрд долларов;
- энергетическое оборудование — производство газовых турбин для энергетики и промышленности, а также различного оборудования для атомных электростанций, нефтегазовой и горнодобывающей промышленности, оборот 17,7 млрд долларов, чистая прибыль 1,4 млрд долларов.

Выручка GE Vernova за 2023 год составила 32,78 млрд долларов, её распределение по регионам: США — 38 %, Европа — 25 %, Китай — 4 %, остальная Азия — 12 %, Америка, кроме США — 10 %, Ближний Восток и Африка — 12 %.